# Kehler FV
Kehler FV is een Duitse voetbalclub uit Kehl, Baden-Württemberg. 

## Geschiedenis
De club werd opgericht in 1907. Vanaf 1924/25 speelde de club in de Kreisliga Südbaden, de tweede klasse van de Bezirksliga Württemberg-Baden. De club was een grijze muis in de competitie en in 1928 behaalden ze voor het eerst een goed resultaat toen ze tweede werden achter FV Rastatt 04. Het jaar erna deelden ze de eerste plaats met VfR Achern en na een extra wedstrijd om de titel plaatsten ze zich voor de eindronde om te promoveren, maar daar werden ze laatste. Ook in 1930 konden ze zich voor de eindronde plaatsen en werden daar opnieuw laatste. In 1931 eindigden ze voor het derde jaar op rij op een gedeelde eerste plaats, maar deze keer verloren ze de titelfinale van Offenburger FV. Na een tweede plaats in 1932 werden ze opnieuw kampioen in 1933. In de eindronde werden ze derde. Hierna werd de competitie hervormd. De NSDAP voerde de Gauliga Baden in als nieuwe hoogste klasse en hiervoor plaatste de club zich niet, maar wel voor de Bezirksliga Baden waardoor ze wel in de tweede klasse bleven. 
In 1937 werd de club tweede in de promotie-eindronde achter Karlsruher FC Phönix en promoveerde zo naar de Gauliga Baden. De club werd voorlaatste en degradeerde meteen weer. De club speelde na de oorlog een tijd in de Amateurliga Südbaden. Na 1974 verzeilde de club voornamelijk in lagere reeksen. Van 2008 tot 2016 speelde de club nog in de Oberliga Baden-Württemberg. 